# Hal Ashby
Pour les articles homonymes, voir Ashby.
Hal Ashby est un réalisateur, monteur, acteur et producteur américain, né le 2 septembre 1929 à Ogden (Utah) et mort le 27 décembre 1988 à Malibu (Californie).

## Biographie
William Hal Ashby, dit Hal Ashby, est né à Ogden, dans l'Utah, le dernier de quatre enfants d'une famille mormone. Sa jeunesse est marquée par le divorce de ses parents et le suicide de son père.  À l'âge de 17 ans, il quitte la maison familiale pour se rendre en Californie.
Il commence à travailler à Hollywood dans les années 1950 en tant qu'employé puis assistant-monteur pour les studios Universal, notamment sur des films de William Wyler, George Stevens et Franklin Schaffner.  Au cours des années 1960, Ashby devient monteur pour Tony Richardson et surtout pour Norman Jewison avec qui il travaille pour la première fois en 1965 comme monteur sur le film Le Kid de Cincinnati.  Sa collaboration avec Jewison vaut à Ashby d'avoir une nomination aux Oscars pour le montage de Les Russes arrivent, avant de remporter le trophée l'année suivante pour Dans la chaleur de la nuit.
La collaboration entre Ashby et Jewison se poursuit alors que ce dernier produit le premier film réalisé par Ashby, une comédie dramatique intitulée Le Propriétaire.  Malgré une critique favorable, le film ne connait qu'un succès limité.
Les films suivants d’Ashby sont tous, à des degrés divers, considérés comme des œuvres marquantes du cinéma américain des années 1970. Ainsi Harold et Maude, une comédie d'humour noir qui passe d'abord inaperçue lors de sa sortie en 1972, atteint au fil des années le statut de film culte. En route pour la gloire est une biographie du chanteur Woody Guthrie. Retour est un drame sur la réinsertion de deux vétérans du Vietnam et vaut à Ashby sa seule nomination à l'Oscar de la mise en scène. Bienvenue, mister Chance, satire politique adaptée par Jerzy Kosinski d’un de ses propres romans, fournit à Peter Sellers l’occasion d’un dernier grand rôle.
Bienvenue, Mister Chance est aussi la dernière vraie réussite de Ashby.  En 1982, son film Lookin' to Get Out est très mal reçu par la critique et ne connaît pas le succès.  Rolling Stones (ou Let's Spend the Night Together) est un simple enregistrement d'un concert de la tournée américaine du groupe The Rolling Stones.  La comédie Match à deux et le film noir Huit millions de façons de mourir ne reçoivent au mieux qu'un accueil tiède tant du public que de la critique. Ashby est d'ailleurs congédié lors du dernier jour de tournage de Huit millions de façons de mourir et ne participe pas au montage du film.
Ashby termine sa carrière à la télévision en dirigeant l'émission pilote de la série Beverly Hills Buntz (en) et le téléfilm Jake's Journey (en). À ce moment, la santé de Hal Ashby est déjà déclinante. Il meurt d'un cancer du pancréas, à l'âge de 59 ans, le 27 décembre 1988.
L'ensemble de son œuvre cinématographique est déposée à l'Academy Film Archive et ses écrits le sont à l'Academy’s Margaret Herrick Library.

## Thématiques et style
Même s'il connut un effondrement de réputation dans les années 1980, que ses premières réalisations furent des échecs, et que la critique l'aima peu en France, le réalisateur, toujours cité à l'écart du système hollywoodien, est vu comme un exemple de la culture underground voire contre-culture. Il peut être catalogué comme faisant partie du nouvel Hollywood et de l'ensemble des Movie Brats. Ses films portent une mélancolie sociologique analysant la société américaine des années 1970, la postérité de la guerre du Vietnam ou de la génération flower power,.

## Filmographie

### Comme réalisateur
- 1970 : Le Propriétaire (The Landlord)
- 1971 : Harold et Maude (Harold and Maude)
- 1973 : La Dernière Corvée (The Last Detail)
- 1975 : Shampoo
- 1976 : En route pour la gloire (Bound for Glory)
- 1978 : Retour (Coming Home)
- 1979 : Bienvenue, Mister Chance (Being There)
- 1981 : Cœurs d'occasion (Second-Hand Hearts)
- 1982 : Lookin' to Get Out
- 1982 : Rolling Stones
- 1984 : Solo Trans (en) (vidéo)
- 1985 : Match à deux (The Slugger's Wife)
- 1986 : Huit millions de façons de mourir (8 Million Ways to Die)
- 1988 : Jake's Journey (en) (TV)

### Comme monteur
- 1965 : Le Cher Disparu (The Loved One)
- 1965 : Le Kid de Cincinnati (The Cincinnati Kid)
- 1966 : Les Russes arrivent (The Russians Are Coming the Russians Are Coming)
- 1967 : Dans la chaleur de la nuit (In the Heat of the Night)
- 1968 : L'Affaire Thomas Crown (The Thomas Crown Affair)
- 1969 : Gaily, Gaily

### Comme acteur
- 1971 : Harold et Maude (Harold and Maude) : Bearded man in amusement park arcade
- 1973 : La Dernière Corvée (The Last Detail) : Bearded man at the bar (darts scene)
- 1979 : Bienvenue Mister Chance (Being There) : Man at file cabinet at the Washington Post

### Comme producteur
- 1968 : L'Affaire Thomas Crown (The Thomas Crown Affair)
- 1969 : Gaily, Gaily
- 1976 : The Stronger

## Récompenses et distinctions
- 1967 :  Oscars du meilleur montage pour  Dans la chaleur de la nuit (In the Heat of the Night)
- 1974 : Lauréat de l'Epi d'or / Espiga de Oro du Festival international du film de Valladolid pour Harold et Maude
- 1980 : Lauréat de la Guild of German Art House Cinemas, mention "Meilleur film étranger" pour Retour (Coming Home).